# 다말

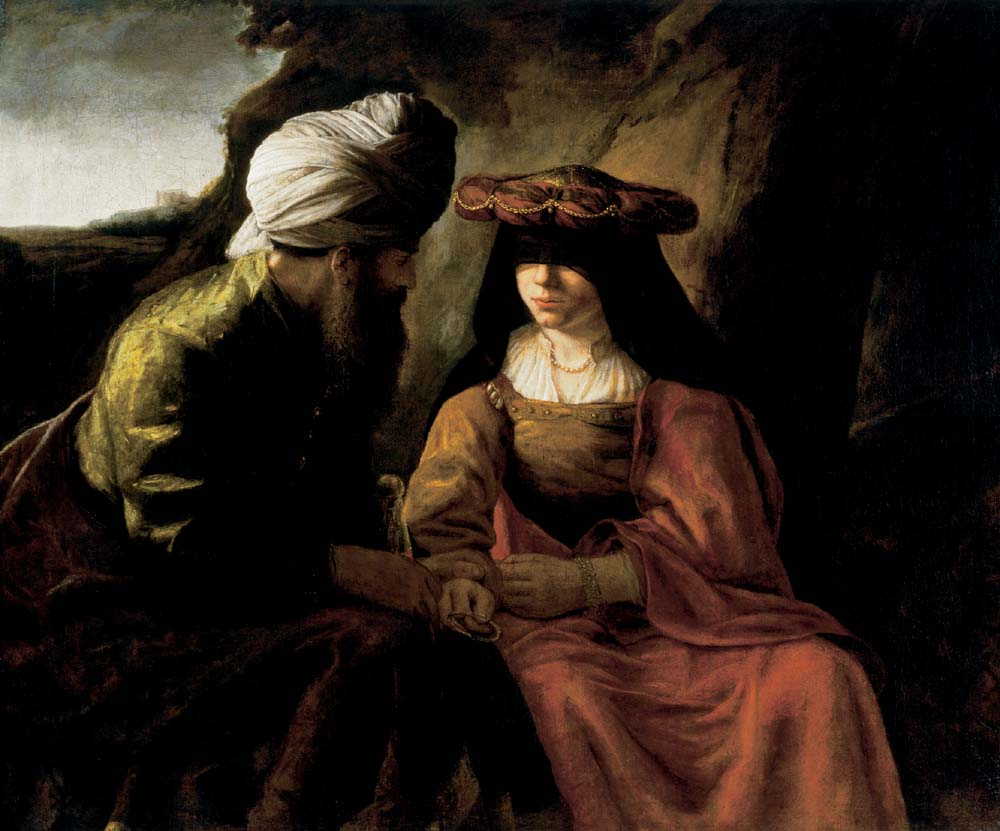
유다와 다말

다말(/ˈteɪmər/; 히브리어: תָּמָר , 현대: Tamar는 [taˈmaʁ]로 발음, Tāmār는 [tʰɔːˈmɔːr]로 발음, 대추야자)은 창세기에서 유다의 며느리였다. 그의 두 자녀인 쌍둥이 베레스와 제라의 어머니이기도 하다.

## 창세기
창세기 38장에서 다말은 처음에 유다의 장남 에르와 결혼한 것으로 묘사된다. 그의 사악함 때문에 엘은 하나님께 죽임을 당했다. 역전 결합을 통해 유다는 차남 오난에게 가계가 계속될 수 있도록 다말에게 후손을 제공할 것을 요청했다. 이것은 상당한 경제적 영향을 미칠 수 있으며, 태어난 아들은 사망한 에르의 상속인으로 간주되어 맏아들의 두 배의 상속분을 청구할 수 있다. 그러나 에르에게 자녀가 없으면 오난이 살아남은 맏아들로 물려받게 된다.
오난은 성교 중단을 수행했다. 그의 행동은 하나님을 불쾌하게 하여 그의 형처럼 하나님이 그를 죽였다. 이 시점에서 유다는 다말이 저주받은 것을 보고 남은 막내 아들 셀라를 그녀에게 주기를 꺼리는 것으로 묘사된다. 오히려 다말에게 셀라를 기다리라고 한다. 그러나 셀라가 장성한 후에도 유다는 다말을 그에게 시집보내지 않는다. (창세기 38:6~14)

## 유다와 다말
셀라가 자란 후 유다는 홀아비가 되었다. 유다는 아내의 죽음을 슬퍼한 후 양털을 깎기 위해 딤나로 갈 계획을 세웠다. 이 소식을 들은 다말은 창녀로 변장하고 곧장 유다의 목적지인 딤나로 갔다. 두 길이 만나는 딤나 근처에 도착한 유다는 그 여자를 보았지만 그녀가 얼굴을 가린 수건 때문에 그녀가 다말인 줄 알아보지 못했다. 그녀가 매춘부라고 생각한 그는 그녀에게 서비스를 요구했다. 다말은 유다가 그를 그의 아들 셀라에게 주지 아니하였으므로 그녀가 유다의 가계에서 아이를 낳기 위하여 이 책략으로 잉태하려 하였더라. 그래서 그녀는 매춘부의 역할을 하여 지팡이와 인장과 끈으로 고정된 염소를 얻기 위해 유다와 거래를 했다. 유다가 그의 지팡이와 인장을 모으기 위해 염소 한 마리를 딤나로 보낼 수 있었을 때, 그 여자는 어디에도 없었고 딤나에는 어떤 창녀도 아는 사람이 없었다. (창세기 38:12–23)
3개월 후 다말은 임신 때문에 매춘을 했다는 혐의를 받았다. 이 소식을 들은 유다는 그녀를 불태워 죽이라고 명령했다. 다말은 지팡이와 인장과 끈을 유다에게 보내어 이 물건들의 주인이 그녀를 임신시킨 사람이라는 소식을 전했다. 유다는 이 물건들을 자신의 담보로 인식하고 다말을 형기에서 풀어 주었다. 다말은 이렇게 하여 유다의 후손뿐 아니라 가문에서 자신의 자리를 확보한 후 쌍둥이인 베레스와 제라를 낳았다. 그들의 탄생은 리브가의 쌍둥이 아들의 탄생을 연상시킨다. 산파는 베레스가 먼저 태어 났지만 제라가 자궁에서 처음 나올 때 주홍색 끈으로 그의 손을 표시한다. 베레스는 룻기에서 다윗 왕의 조상으로 기록되어 있다. (룻기 4:18–22) 창세기 이야기는 또한 유다가 더 이상 다말과 성관계를 갖지 않았다는 점을 지적한다. (창세기 38:24–30)
에티오피아 전통에 따르면 베레스는 페르시아의 왕이 되었다.